# Martignat
Martignat es una comuna situada en el departamento de Ain, de la región de Auvernia-Ródano-Alpes.

## Historia
La villa fronteriza con el Franco Condado de Borgoña español, fue sitiada con éxito entre el 3 y el 14 de febrero de 1637, procediendo las tropas españolas a destruir su castillo y fortaleza.

## Demografía
| 637 | 679 | 658 | 597 | 614 | 595 | 672 | 677 | 688 | 639 | 642 | 625 | 629 | 676 | 707 | 630 | 597 | 589 | 547 | 533 | 522 | 527 | 526 | 518 | 451 | 414 | 483 | 532 | 547 | 791 | 875 | 1 003 | 1 265 | 1 527 | 1 584 | 1 654 |
| Para los censos de 1962 a 1999 la población legal corresponde a la población sin duplicidades (Fuente: INSEE [Consultar]) |     |     |     |     |     |     |     |     |     |     |     |     |     |     |     |     |     |     |     |     |     |     |     |     |     |     |     |     |     |     |       |       |       |       |       |